# Heike Drotbohm
Heike Drotbohm (* in Andernach) ist eine deutsche Ethnologin und Professorin für Ethnologie an der Johannes Gutenberg-Universität Mainz. Ihre Forschungsarbeit konzentriert sich auf Migration, Humanitarismus, Verwandtschaft und Care im atlantischen Raum, insbesondere in Kap Verde, Brasilien, Haiti sowie in transnationalen sozialen Feldern.

## Leben und Karriere
Heike Drotbohm studierte Ethnologie, Erziehungswissenschaft, Religionswissenschaft und Philosophie an den Universitäten Münster und Marburg. Sie schloss ihr Studium 1999 mit dem Magister ab. 2004 wurde sie an der Philipps-Universität Marburg mit einer Dissertation über haitianische Migration in Montréal promoviert. Ihre Habilitation folgte 2012 an der Albert-Ludwigs-Universität Freiburg mit einer Arbeit zu transnationalen Familienbeziehungen in Kap Verde.
Nach verschiedenen wissenschaftlichen Positionen in Freiburg und Konstanz war sie von 2015 bis 2020 Inhaberin einer Heisenberg-Professur, finanziert durch die Deutsche Forschungsgemeinschaft (DFG). 2016 wurde sie auf eine Professur für Ethnologie an der Johannes Gutenberg-Universität Mainz berufen. Seit März 2020 ist sie dort Universitätsprofessorin für Ethnologie (Sozial- und Kulturanthropologie). Weitere berufliche Stationen waren Tätigkeiten als wissenschaftliche Mitarbeiterin am Bundesministerium für Familie, Senioren, Frauen und Jugend (BMFSFJ), Berlin, und am Deutschen Jugendinstitut (DJI) in München.

## Forschung
Drotbohm beschäftigt sich mit Mobilität, Migration und Demigrantisierung, Humanitarismus, Care, Verwandtschaft, Politik sowie qualitativen Forschungsmethoden. Regional liegt ihr Schwerpunkt auf dem atlantischen Raum, insbesondere Kap Verde, Haiti, Brasilien und deren transnationalen Verflechtungen. Ihre Arbeiten verbinden ethnographische Forschung mit theoretischen Ansätzen zu sozialen Beziehungen in mobilen Kontexten, Humandifferenzierung und moralischen Ökonomien.
Sie leitete zahlreiche drittmittelfinanzierte Projekte, unter anderem zu Migration im Globalen Süden während der Covid-19-Pandemie, zu extraktivistischen Ökonomien und deren sozialen Folgen in Brasilien sowie zu afrikanischen Migrationsrouten durch Zentralamerika. Sie ist Mitglied und principal investigator am Sonderforschungsbereich "Humandifferenzierung" der JGU Mainz.

## Auszeichnungen und Fellowships
2013 erhielt Heike Drotbohm den Albert-Bürklin-Preis der Albert-Ludwigs-Universität Freiburg für ihre Arbeiten in der Migrationsforschung. Sie war Fellow und Gastprofessorin an verschiedenen internationalen Institutionen, wie zum Beispiel:
- Gastprofessur am Instituto de Ciências Sociais (ICS) der Universidade do Estado do Rio de Janeiro (UERJ)[4]
- Fellow am Freiburger Institute for Advanced Studies (FRIAS)[5]
- Fellow am Käthe-Hamburger Kolleg „re:work“ der Humboldt-Universität zu Berlin[6]
- Fellow am Centre d’Études Ethniques (CEETUM) an der Université de Montréal[7]
- Visiting Fellow an der New School for Social Research, New York[8]
- Visiting Fellow an der Österreichischen Akademie der Wissenschaften (ÖAW)[9]

## Mitgliedschaften und Herausgebertätigkeiten
Heike Drotbohm ist Mitglied in mehreren wissenschaftlichen Beiräten und Herausgebergremien, darunter dem der Zeitschrift für Ethnologie. Sie ist Mitglied im Auswahlausschuss des Georg Forster-Programms der Alexander-von-Humboldt-Stiftung.

## Publikationen (Auswahl)
- Hrsg. mit Nanneke Winters und Yaatsil Guevara: (Un)Settling Place. Diverse and Divergent Place-Making of People on the Move. London, New York: Berghahn, 2025.
- Hrsg. mit Konstanze N’Guessan: Contested Parenting. Experts, Audiences, Selves. Special Issue of Ethos. Journal of the Society for Psychological Anthropology, Vol. 53 (2), 2025.
- Hrsg. mit Hansjörg Dilger: Affective Regimes of Care beyond Humanitarian Crisis. Focaal. Journal of Global and Historical Anthropology, Vol. 98, 2024.
- Hrsg. mit Erdmute Alber: Anthropological Perspectives on Care: Work, Kinship, and the Life-Course. Basingstoke: Palgrave Macmillan, 2015.
- Hrsg. mit Inês Hasselberg: Deportation, Anxiety, Justice: New Ethnographic Perspectives. Special Issue in Journal of Ethnic and Migration Studies, Vol. 41 (4), 2015.
- Hrsg. mit Boris Nieswand: Kultur, Gesellschaft, Migration: Die reflexive Wende in der Migrationsforschung. Wiesbaden: Springer VS, 2014.
- On the durability and the decomposition of citizenship: The social logics of forced return migration in Cape Verde. Citizenship Studies, Vol. 15 (3/4), 2011. S. 381–396.